# Colibri à queue courte
Myrmia micrura
Genre
Espèce
Synonymes
- Calothorax micrurus Gould, 1854
(protonyme)

Statut de conservation UICN

 LC  : Préoccupation mineure
Statut CITES
Le Colibri à queue courte, Myrmia micrura, unique représentant du genre Myrmia, est une espèce de colibris de la sous-famille des Trochilinae et de la tribu des Mellisugini.

## Distribution
Le Colibri à queue courte occupe le sud-ouest de l’Équateur et le nord-ouest du Pérou.

Carte de répartition historique de l'espèce

## Référence
(en) « Neotropical Birds Online », Cornell Lab of Ornithology, 25 juillet 2011